# 카르메군
카르메군(영어:Carme Group)은 목성의 위성군 중 하나로, 역행 불규칙 위성군 중에 하나이다. 이름이 카르메군인 이유는 그 무리에 속해있는 가장 큰 위성인 카르메와 비슷한 역행 궤도를 따라가고 있어 공통적인 기원이라 예상되기 때문이다. 이 무리에 속해있는 위성들의 궤도 긴반지름은 2280만 ~ 2410만 km(파시파에군과 같다.)이고 궤도 경사는 164.9°에서 165.5°사이이고 궤도 이심률은 0.23 ~ 0.27정도이다.

목성의 역행 위성군 중 하나인 카르메군의 궤도

## 목록
다음은 카르메군에 속하는 위성들의 목록이다.
- 카르메
- 타이게테
- 유켈라데
- 에이레네
- 칼데네
- 이소노에
- 칼리케
- 에리노메
- 아이트네
- 칼레
- 파시티

국제천문연맹 (IAU)는 모든 역행성들의 이름에 -e로 끝나는 이름들을 붙여나가고 있다.

## 기원
카르메군의 핵심 위성들 가운데 평균 궤도의 원소의 분포가 매우 낮다는 것은 카르메군의 위성들이 한때는 하나의 위성이었지만 충돌로 인해 여러 개의 위성으로 쪼개졌을 수도 있다는 것을 암시한다. 위성들의 분산은 매우 적은 속도의 충돌로 설명될 수 있다. 이 위성들의 모체는 아마도 카르메군에서 가장 질량이 큰 카르메일 것이다. 실제로도 카르메군의 총질량의 자그마치 99%는 카르메의 질량이다. 이러한 카르메군이 하나의 위성으로부터 나왔다는 새로운 증거는 또 있다. 바로 위성들의 색이 비슷하다는 것이다. 카르메군에 속하는 모든 위성들은 색지수 B-V 0.76과 V-R 0.47를 가져 D형 소행성과 비슷한 붉은 색의 적외선 스펙트럼을 가진다.